# Renaissance (film)
Renaissance – animowany thriller sci-fi z 2006 roku w koprodukcji francusko-brytyjsko-luksemburskiej w reżyserii Christiana Volckmana.